# Max von Mertens

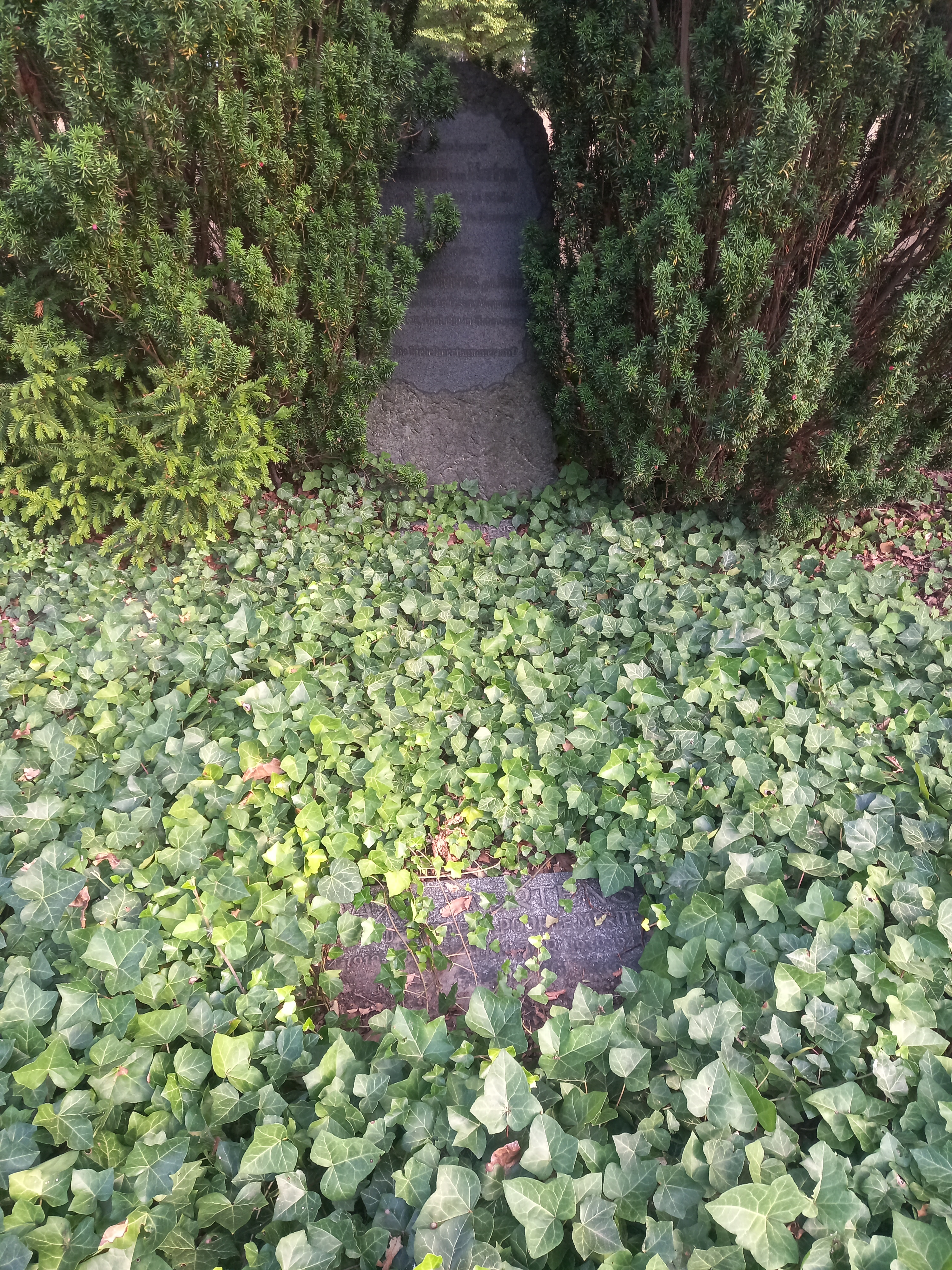
Das Grab von Max von Mertens im Familiengrab auf dem Stadtfriedhof Stöcken in Hannover

Max Hermann Ludwig Mertens, seit 1881 von Mertens, (* 14. April 1877 in Diedenhofen; † 23. August 1963 in Hannover) war ein deutscher Generalmajor und Kunstmaler.

## Leben

### Herkunft
Max war ein Sohn des am 7. September 1881 in den erblichen preußischen Adelsstand erhobenen späteren Generalmajors Hermann von Mertens (1832–1900) und dessen Ehefrau Berta, geborene Reimer (* 1837). Er hatte noch sieben Geschwister, darunter der Generalmajor Ludwig von Mertens (1864–1945) und die Schwester Olga (* 1869), die den preußischen General der Infanterie Eberhard von Kurowski (1854–1926) heiratete.

### Karriere
Aus dem Kadettenkorps kommend trat Mertens am 7. März 1896 als charakterisierter Fähnrich in das 1. Hannoversche Infanterie-Regiment Nr. 74 der Preußischen Armee ein und avancierte Ende Juli 1897 zum Sekondeleutnant. Nach einem Kommando zum Feldartillerie-Regiment „von Scharnhorst“ (1. Hannoversches) Nr. 10 wechselte er die Waffengattung und wurde zum 1. Oktober 1901 in diesen Verband versetzt. Von 1908 bis 1913 wirkte er als Adjutant der II. Abteilung, rückte zwischenzeitlich zum Oberleutnant auf, war anschließend als Hauptmann kurzzeitig beim Stab des 1. Ober-Elsässischen Feldartillerie-Regiments Nr. 15 und wurde Anfang Januar 1914 zum Chef der 5. Batterie ernannt.
Zu Beginn des Ersten Weltkriegs nahm Mertens mit seinem Regiment an den Schlachten in Lothringen sowie vor Nancy-Épinal teil und lag ab Anfang Oktober 1914 im Stellungskämpfen an der Somme. Zum Jahreswechsel 1915 erfolgte seine Versetzung als Batteriechef in das Reserve-Feldartillerie-Regiment Nr. 58, das bei der 76. Reserve-Division an der Ostfront bei den Kämpfen in Masuren zum Einsatz kam. Im August 1915 gelang es ihm als Kommandeur der I. Abteilung seines Regiments auf eigene Verantwortung die innere Vorstadt von Kowno einzunehmen. Nach weiteren Kämpfen vor Wilna und Riga nahm er im Herbst 1916 am Feldzug gegen Rumänien teil. Ab März 1917 war Mertens als Stabsoffizier der Artillerie beim Stab des I. Reserve-Korps tätig und wurde im April mit dem Ritterkreuz des Königlichen Hausordens von Hohenzollern mit Schwertern ausgezeichnet. Am 1. Juli 1917 wurde er Kommandeur der I. Abteilung im Reserve-Feldartillerie-Regiment Nr. 1, das zu diesem Zeitpunkt in Stellungskämpfen vor Riga lag. Nach weiteren Stellungskämpfen an der Düna verlegte sein Regiment Ende Oktober 1917 an die Westfront und war hier zunächst in die Stellungskämpfe in der Champagne eingebunden. Bei der Abwehrschlacht südöstlich Amiens gelang es ihm Anfang August 1918 in einer zweitägigen offenen Feuerstellung 24 Tanks zu zerstören und somit den Durchbruch feindlicher Kräfte zu verhindern. Dafür wurde ihm auf Vorschlag seines Regimentskommandeurs Georg Ahlemann am 11. September 1918 die höchste preußische Tapferkeitsauszeichnung, der Orden Pour le Mérite verliehen.
Nach dem Waffenstillstand von Compiègne führte Mertens seine Abteilung in die Heimat zurück, wo sie ab dem 18. Dezember 1918 in Insterburg demobilisiert und schließlich aufgelöst wurde. Daraufhin erfolgte seine Übernahme als Batteriechef in das Reichswehr-Artillerie-Regiment 10. Seine Batterie nahm im Frühjahr 1920 beim Freikorps „Hindenburg“ an der Niederschlagung des Ruhraufstandes teil und Mertens avancierte Mitte Mai 1920 zum Major. Am 31. Dezember 1920 nahm er seinen Abschied aus der Reichswehr, betätigte sich zunächst einige Jahre kaufmännische und wurde dann Kunstmaler.
Am 1. Juli 1938 wurde Mertens als E-Offizier-Anwärter und Hilfslehrer an der Artillerieschule Jüterbog angestellt und am 1. November 1938 mit Rangdienstalter vom 1. November 1928 in das E-Offizier-Verhältnis übernommen. Von Anfang Januar bis Ende März 1939 war er beim Stab des Landwehrkommandeurs Hannover und anschließend als Ausbildungsleiter tätig. Unter Verleihung des Charakters als Oberstleutnant wurde Mertens am 27. August 1939 Kommandeur des Artillerie-Regiments 216 und erhielt nach dem Beginn des Zweiten Weltkriegs am 1. Oktober 1939 das Patent zu seinem Dienstgrad. Sein Regiment wurde zunächst im Grenzschutz eingesetzt und beteiligte sich 1940 am Frankreichfeldzug. Zum 1. April 1941 wurde er in das aktive Dienstverhältnis übernommen und führte seinen Verband beim Überfall auf die Sowjetunion. Nachdem er am 1. März 1942 zum Oberst befördert worden war, erfolgte zum 1. Mai 1942 seine Ernennung zum Kommandanten von Düsseldorf und Ende des Monats wurde er mit dem Deutschen Kreuz in Gold ausgezeichnet. Vom 7. August 1942 bis zum 24. November 1943 war Mertens Feldkommandant 584 Paris-Ost im besetzten Frankreich. Anschließend wurde er in die Führerreserve versetzt, am 1. Februar 1944 zum Generalmajor befördert und am 30. April 1944 aus dem Militärdienst verabschiedet.